# Статгарт (Арканзас)
Статгарт (англ. Stuttgart) — город, расположенный в округе Арканзас (штат Арканзас, США) с населением в 9745 человек по статистическим данным переписи 2000 года.

## История
Город был основан преподобным Адамом Бюркли, уроженцем немецкого города Фильдерштадт. Бюркли переехал в Соединённые Штаты в 1852 году, некоторое время жил в Огайо, а затем основал новый населённый пункт около городка Гам-Понд в Арканзасе. В 1880 году преподобный открыл офис почтовой службы США и назвал посёлок в честь немецкого города Штутгарт. В 1882 году через Статгарт была проложена ветка железной дороги, открылась небольшая железнодорожная станция.
В 1884 году Статгарт получил статус города, а в 1904 году в его окрестностях началось массовое выращивание риса за затопленных глинистых почвах.

## География

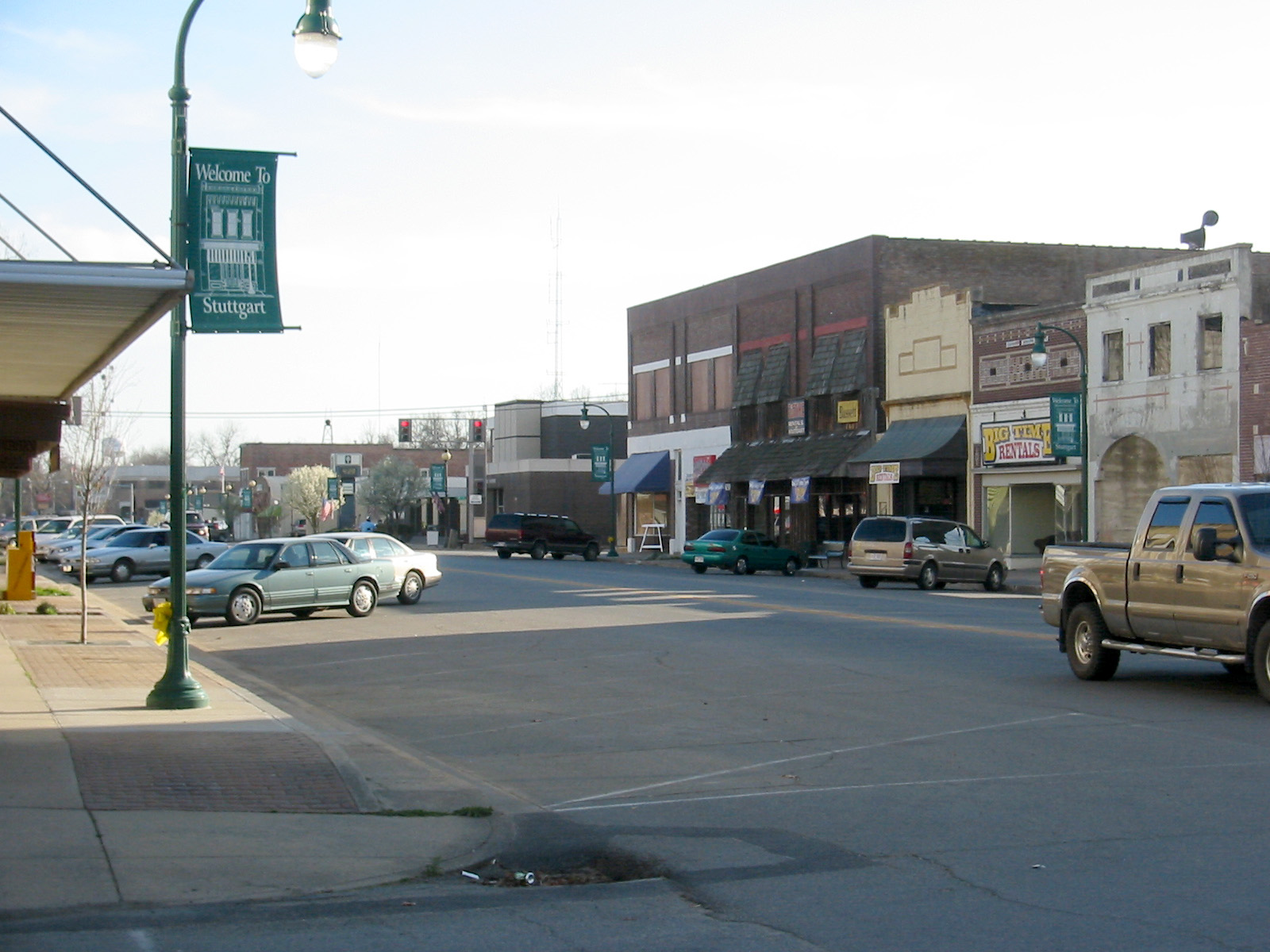
Центр города

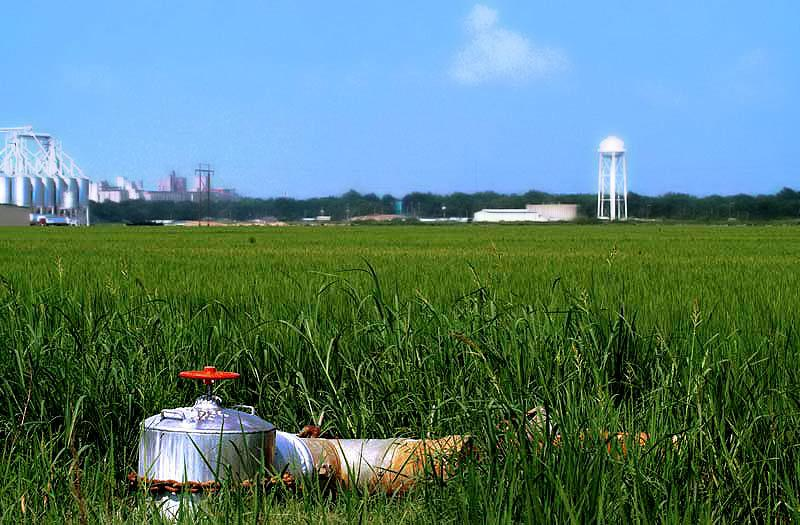
Вид на Статгарт из пригорода

По данным Бюро переписи населения США Статгарт имеет общую площадь в 16,06 квадратных километров, водных ресурсов в черте населённого пункта не имеется.
Статгарт расположен на высоте 64 метра над уровнем моря.
Верхний слой почвы города и его окрестностей в основном составляет твёрдая глина, что является благоприятным фактором для выращивания риса в затопленных районах с глинистой почвой. Ландшафт Статгарта плоский, за исключением искусственного холма «WBA», расположенного в западной части пригорода населённого пункта.

## Демография
По данным переписи населения 2000 года в Статгарте проживало 9745 человек, 2731 семья, насчитывалось 3994 домашних хозяйств и 4384 жилых дома. Средняя плотность населения составляла около 613 человек на один квадратный километр. Расовый состав Статгарта по данным переписи распределился следующим образом: 53,96 % белых, 44,49 % — афроамериканцев, 0,25 % — коренных американцев, 0,58 % — азиатов, 0,01 % — выходцев с тихоокеанских островов, 0,50 % — представителей смешанных рас, 0,21 % — других народностей. Испаноговорящие составили 0,81 % от всех жителей города.
Из 3994 домашних хозяйств в 31,6 % — воспитывали детей в возрасте до 18 лет, 48,0 % представляли собой совместно проживающие супружеские пары, в 16,7 % семей женщины проживали без мужей, 31,6 % не имели семей. 28,4 % от общего числа семей на момент переписи жили самостоятельно, при этом 12,6 % составили одинокие пожилые люди в возрасте 65 лет и старше. Средний размер домашнего хозяйства составил 2,40 человек, а средний размер семьи — 2,94 человек.
Население города по возрастному диапазону по данным переписи 2000 года распределилось следующим образом: 26,0 % — жители младше 18 лет, 8,8 % — между 18 и 24 годами, 26,0 % — от 25 до 44 лет, 23,0 % — от 45 до 64 лет и 16,2 % — в возрасте 65 лет и старше. Средний возраст жителей составил 38 лет. На каждые 100 женщин в Статгарте приходилось 86,8 мужчин, при этом на каждые сто женщин 18 лет и старше приходилось 81,2 мужчин также старше 18 лет.
Средний доход на одно домашнее хозяйство в городе составил 31 664 доллара США, а средний доход на одну семью — 39 126 долларов. При этом мужчины имели средний доход в 30 860 долларов США в год против 21 817 долларов среднегодового дохода у женщин. Доход на душу населения в городе составил 16 490 долларов в год. 13,8 % от всего числа семей в округе и 18,2 % от всей численности населения находилось на момент переписи населения за чертой бедности, при этом 25,7 % из них были моложе 18 лет и 17,3 % — в возрасте 65 лет и старше.